# 945 Barcelona
945 Barcelona, asteroid glavnog pojasa. Otkrio ga je Josep Comas Solà, 3. veljače 1921.

## Vanjske poveznice
- Minor Planet Center